# Stefan Krauße
Stefan Krauße, né le 17 septembre 1967 à Ilmenau, est un lugeur est-allemand puis allemand. Il a notamment gagné quatre médailles olympiques et quatre titres de champion du monde en double avec Jan Behrendt.

## Carrière
Stefan Krauße et Jan Behrendt sont champions olympiques en 1992 et 1998, et gagnent l'argent en  1988 et le bronze en 1994. Ils obtiennent également sept médailles d'or et quatre médailles d'argent aux Championnats du monde et trois d'or et deux de bronze aux Championnats d'Europe, en double et par équipe,. Krauße et Behrendt sont citoyens d'honneur de la ville d'Ilmenau depuis 1998.